# Зимин, Олег Петрович
Олег Петрович Зимин (укр. Олег Петрович Зімін; род. 28 сентября 1964, Тамбовка, Крымская область) — украинский политик. Бывший народный депутат Украины. Председатель совета Национальной аккумуляторной корпорации «ISTA» (г. Днепр).

## Биография
В 1982—1983 годах диспетчер Белогорского филиала АТО ОПС в посёлкеНижнегорский в Крымской области. В 1983—1985 годах проходил службу в Советской армии. В 1985—1990 годах студент Киевского автомобильно-дорожного института. Инженер по эксплуатации транспорта. До 1992 года председатель профкома студентов. В 1992—1993 годах заместитель директора биржевого дома «Украина», г. Киев. В 1993—2002 годах заместитель генерального директора ЗАО «Укрпроминвест», г. Киев. Закончил Национальную академию управления, магистр с финансового менеджмента. Член наблюдательного совета ПАО «Международный инвестиционный банк» Петра Порошенко. Был членом Политсовета партии «Солидарность», членом партии Народный союз «Наша Украина».

## Парламентская деятельность
Народный депутат Украины 4-го созыва с 14 мая 2002 к 25 мая 2006 от Блока Виктора Ющенко «Наша Украина», № 34 в списке. На время выборов: заместитель генерального директора ЗАО «Укрпроминвест», беспартийный. Член фракции «Наша Украина» (с мая 2002). Член Комитета по вопросам экономической политики, управления народным хозяйством, собственности и инвестиций (с июня 2002).
Март 2006 — кандидат в народные депутаты Украины от Блока «Наша Украина», № 117 в списке. На время выборов: народный депутат Украины, член НСНУ.

## Награды
Кавалер ордена «За заслуги» III (июль 2001), II (январь 2006), I степеней (январь 2013).